# Jan Cvitkovič
Jan Cvitkovič (Lubiana, 1966) è un regista cinematografico, regista televisivo e sceneggiatore sloveno.
Nel 2001 il suo film Kruh in mleko (Pane e latte) ha vinto il Leone del futuro - Premio Venezia opera prima "Luigi De Laurentiis" alla 58ª Mostra internazionale d'arte cinematografica di Venezia. Nel 2005 il suo film Odgrobadogroba - Di tomba in tomba ha vinto il premio della città di Torino e il premio Holden per la miglior sceneggiatura al Torino Film Festival e il premio per il miglior regista esordiente al Festival internazionale del cinema di San Sebastián.

## Filmografia

### Cinema

#### Lungometraggi
- Kruh in mleko (Pane e latte) (2001)
- Odgrobadogroba - Di tomba in tomba (Odgrobadogroba) (2005)
- Archeo (2011)
- I Was a Child, episodio del film Venezia 70 - Future Reloaded (2013)
- Siska Deluxe (2015)
- Druzinica (2017)

### Televisione
- Dalec je smrt - serie TV (2002)